# Коричное масло

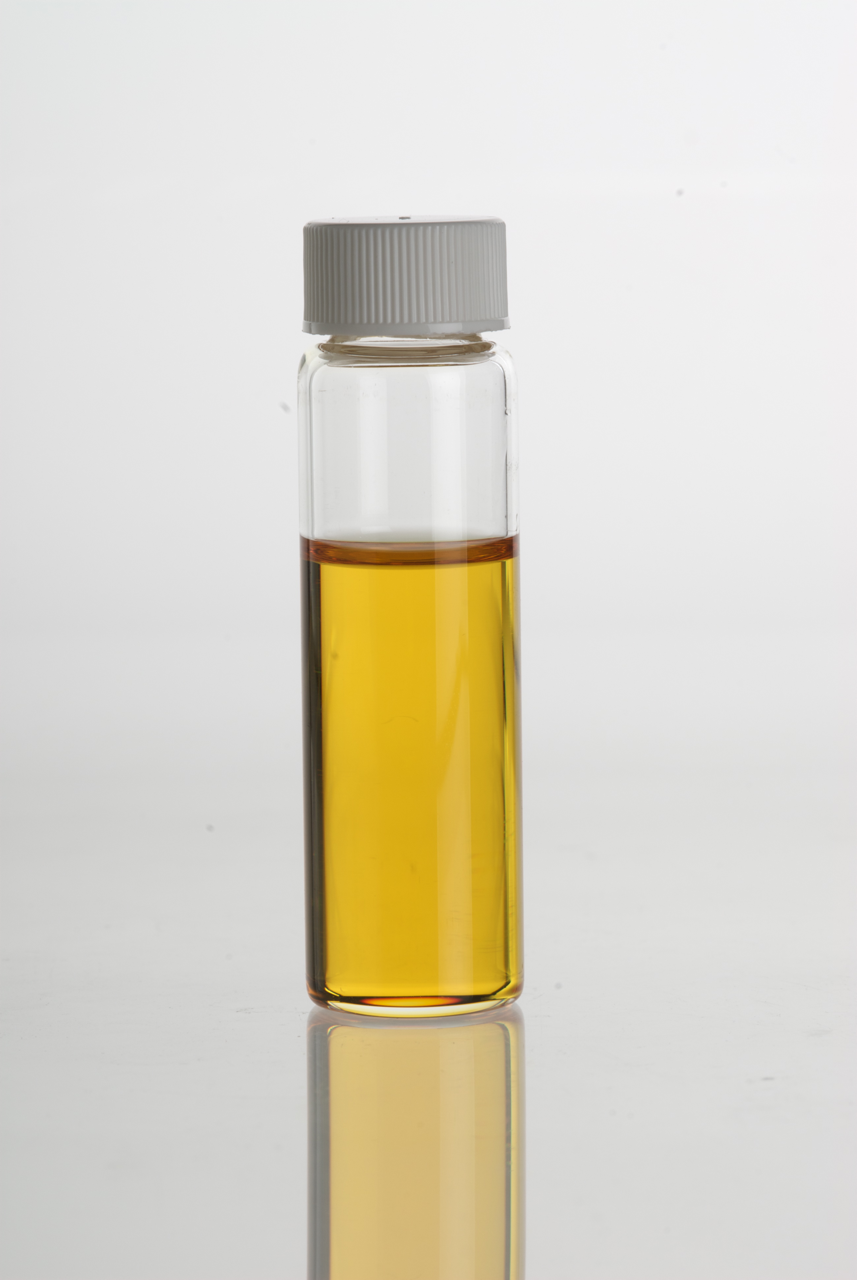
Масло из коры корицы

Коричное масло — эфирное масло, содержится в коре, листьях, стеблях и молодых ветках корицы (Cinnamomum verum J.Presl), произрастающей в Шри-Ланке, на Мадагаскаре, Сейшельских островах и в южных районах Индии. Особенно высоко ценится цейлонское коричное масло.
Различают два сорта масла:
- масло из коры;
- масло из листьев — масло, получаемое из листьев, стеблей и молодых побегов.

## Свойства
Коричное масло из коры — коричневая жидкость с пряным запахом, напоминающим аромат гвоздики и корицы, и жгучим вкусом.
Растворимо в этаноле (1:3 в 70%-м), бензилбензоате, диэтилфталате и растительных маслах и пропиленгликоле; нерастворимо в воде, глицерине и минеральных маслах.
Коричное масло из листьев — светло-жёлтая жидкость с запахом гвоздики и корицы.
|                  | {\displaystyle {\mbox{d}}_{20}^{20}} | {\displaystyle [{\mbox{n}}]_{\mbox{D}}^{20}} | {\displaystyle [\alpha ]_{\mbox{D}}^{20}} | ЛД50, г/кг                                    |
| ---------------- | ------------------------------------ | -------------------------------------------- | ----------------------------------------- | --------------------------------------------- |
| Масло из коры    | 1.022 ÷ 1.038                        | 1,580 ÷ 1,591                                | -1                                        | 3,4 крысы (перорально) 0,69 кролики (накожно) |
| Масло из листьев | 1.037 ÷ 1.059                        | 1,530 ÷ 1,540                                | -2.5 ÷ +2                                 | 3,4 крысы (перорально) 0,69 кролики (накожно) |

## Химический состав
В состав масла, получаемого из коры, входят коричный альдегид (до 80%), (-)-лимонен, β-фелландрен, α- и β-пинены, камфен, кариофиллен, n-цимол, линалоол, эвгенол, нонаналь, бензальдегид, гидрокоричный, куминовый, салициловый и метилсалициловый альдегиды, камфора, метилкумарин и другие компоненты. 
Состав масла, получаемого из листьев, заметно отличается от состава масла из коры. Оно содержит более 80% эвгенола, α- и β-фелландрены, дипентен, α- и β-пинены, кариофиллен, (-)-линалоол, α-терпинеол, гераниол, коричный спирт,  сесквитерпеновые спирты, пиперитон, сафрол, бензальдегид, коричный альдегид, бензилбензоат и другие компоненты.

## Получение
Получают из измельчённой коры, снятой с высушенных молодых веток или листьев путём отгонки с паром, выход масла из коры 0,1 — 0,2%, из листьев — 1%.
Основной производитель — Шри-Ланка.

## Применение
Масло из коры применяют как компонент пищевых эссенций, парфюмерных композиций, отдушек для косметических изделий, мыла и моющих средств.
Масло из листьев применяют для выделения эвгенола и в качестве отдушек для косметических изделий.